# Phare de Rathlin O'Birne
Le phare de Rathlin O'Birne est un phare situé sur l'Île Rathlin O'Birne au large de Gleann Cholm Cille dans le comté de Donegal (Irlande). Il est géré par les Commissioners of Irish Lights (CIL).

## Histoire
En 1841, l'autorité portuaire de Dublin avait demandé la nécessité d'avoir une lumière sur Rathlin O'Birne. Trinity House accepta le projet, mais celui-ci prit beaucoup de retard à sa réalisa
La station fut mise en service en 1856. C'est une tour ronde en pierre de 20 m de haut, avec lanterne et galerie, peinte en blanc. Juste à côté se trouvent le logement du gardien et des bâtiments annexes. Elle est située sur Rathlin O'Birne, une petite île située à environ 3 km à l'ouest de Malin Beg, au sud-ouest du Comté de Donegal.
Il émet, à 35 m au-dessus de la mer, un flash toutes les 15 secondes, un rouge au nord-ouest et un blanc dans les autres directions. Il marque l'entrée nord de la baie de Donegal. La station n'est accessible qu'en bateau et n'est pas visitable.
La station est devenu autonome en 1974 et les gardiens ont été retirés. Il a été le premier grand phare irlandais à être converti à l'énergie solaire en 1994. Plus tôt il avait reçu un générateur nucléaire de 1974 à 1987, remplacé ensuite par un générateur éolien.